# Jacksonville (Alabama)
Jacksonville ist eine Stadt im Calhoun County in Alabama. Das U.S. Census Bureau hat bei der Volkszählung 2020 eine Einwohnerzahl von 14.385 ermittelt. Sie befindet sich in der Anniston-Oxford-Metropolregion.

## Geschichte
Jacksonville wurde im Jahr 1833 als Drayton gegründet. Es wurde allerdings schon 1834 nach Andrew Jackson, dem US-Präsidenten umbenannt. In der Stadt stehen mehrere Denkmäler an den Sezessionskrieg, so beispielsweise eine Statue des Offiziers John Pelham. Bis 1899 war die Stadt der County Seat des Calhoun Countys, bevor dieser nach Anniston verlegt wurde.
Acht Bauwerke und Stätten in Jacksonville sind im National Register of Historic Places (NRHP) eingetragen (Stand 5. Juli 2019), darunter der Downtown Jacksonville Historic District.
Namensvarianten
Für die Stadt gibt es einige Bezeichnungsvarianten:
| - Drayton - Greens Trading Post - Jackson - Jackson Ville | - Jacksoonville - Jaksonville - Madison |

## Demografie
Beim Census 2000 hatte Jacksonville 8404 Einwohner, 3274 Haushalte und 1735 Familien. Die Bevölkerungsdichte lag bei 393,3 Einwohnern pro km². 76,2 % der Einwohner waren Weiße, 20,18 % Afro-Amerikaner. Unter 18 Jahre alt waren 16,6 % der Einwohner, 65 Jahre oder älter waren 12 %. Insgesamt betrug das Durchschnittsalter 26 Jahre, damit liegt die Stadt deutlich unter dem amerikanischen Schnitt von 32,3 Jahren. 47,1 % der Bevölkerung waren männlich, 52,9 % weiblich.

## Verkehr
Durch Jacksonville führen Zwei Alabama State Routes:
- Alabama State Route 21
- Alabama State Route 204

Zum nächstgelegenen Flughafen, dem Anniston Metropolitan Airport, sind es nur etwa 26 km.

## Söhne und Töchter
- Lilly Ledbetter (1938–2024), Equal-Pay-Aktivistin
- Riley Green (* 1988), Countrysänger

## Bildung
In Jacksonville steht die Jacksonville State University, die etwa 10.000 Studenten beherbergt. 
Des Weiteren gibt es vier öffentliche Schulen in Jacksonville:
- Jacksonville High School
- Kitty Stone Elementary School
- Pleasant Valley High School
- Pleasant Valley Elementary School